# Neve Bradbury
Neve Bradbury (Melbourne, 11 april 2002) is een Australisch wegwielrenster die sinds 2021 rijdt voor Canyon-SRAM.

## Carrière
Bradbury werd in 2019 derde in het kampioenschap van Oceanië op de weg voor junioren. Vanaf 2021 rijdt ze voor de wielerploeg Canyon-SRAM. Ze nam in 2022 en 2023 vooral deel aan meerdaagse wedstrijden.

## Overwinningen
2022
Jongerenklassement Ronde van Scandinavië
2023
Jongerenklassement Ronde van Thüringen
2024
Jongerenklassement Ronde van de Verenigde Arabische Emiraten
Jongerenklassement Ronde van Zwitserland
3e etappe Ronde van Zwitserland
Jongerenklassement Ronde van Italië
7e etappe Ronde van Italië
 Wereldkampioenschap op de weg, beloften

## Resultaten in voornaamste wedstrijden
| Jaar | Ronde van Italië | Ronde van Frankrijk | Ronde van Spanje |
| ---- | ---------------- | ------------------- | ---------------- |
| 2021 |                  |                     |                  |
| 2022 | 10e              |                     |                  |
| 2023 | opgave           |                     |                  |
| 2024 | ↑ (1)            |                     | opgave           |
| 2025 |                  | 71e                 |                  |

| Jaar | Amstel Gold Race | Luik-Bast.‑Luik | Brabantse Pijl | Strade Bianche | Trofeo Alfredo Binda |  | WK op de weg |
| ---- | ---------------- | --------------- | -------------- | -------------- | -------------------- |  | ------------ |
| 2021 |                  |                 | 41e            |                |                      |  |              |
| 2022 |                  |                 | opgave         |                |                      |  |              |
| 2023 |                  |                 |                |                |                      |  |              |
| 2024 | 38e              | 11e             |                | 24e            | 27e                  |  | 15e          |
| 2025 | 14e              |                 |                |                | 85e                  |  |              |

### Resultaten in kleinere rondes
| Jaar | Tour Down Under | UAE Tour | Wielerweek van Valencia | Ronde van het Baskenland voor vrouwen | RideLondon Classique | Ronde van Thüringen | Ronde van Zwitserland | Ronde van Scandinavië | Ronde van Romandië | Simac Ladies Tour |
| ---- | --------------- | -------- | ----------------------- | ------------------------------------- | -------------------- | ------------------- | --------------------- | --------------------- | ------------------ | ----------------- |
| 2021 |                 |          |                         |                                       |                      | 26e                 |                       |                       |                    |                   |
| 2022 |                 |          | 47e                     | 52e                                   | 81e                  |                     | 11e                   | 5e                    | 38e                |                   |
| 2023 |                 |          | 14e                     |                                       |                      | 7e                  |                       |                       | 62e                | 46e               |
| 2024 | ↑               | ↑        |                         |                                       |                      |                     | ↑ (1)                 |                       | 46e                |                   |
| 2024 | 8e              |          |                         |                                       |                      |                     |                       |                       |                    |                   |

## Ploegen
- 2021 –  Canyon-SRAM
- 2022 –  Canyon-SRAM
- 2023 –  Canyon-SRAM
- 2024 –  Canyon-SRAM
- 2025 –  Canyon//SRAM zondacrypto

Amialiusik · A. Barnes · H. Barnes · Bradbury · Chabbey · Cromwell · Dygert · Harris · Harvey · Klein · Ludwig · Niewiadoma · Ryan · Shapira
Amialiusik · Barnes · Bossuyt · Bradbury · Chabbey · Cromwell · Dygert · Harris · Harvey · Klein · Niewiadoma · Oudeman · Paladin · Rooijakkers · Roy
Bäckstedt (vanaf 1/9) · Bauernfeind · Bossuyt · Bradbury · Chabbey · Cromwell · van der Duin · Dygert · Niedermaier · Niewiadoma · Paladin · Rooijakkers · Roy · Skalniak-Sójka · Towers
Bäckstedt · Bauernfeind · Bossuyt · Bradbury · Chabbey · Cromwell · Czapla · van der Duin · Dygert · Morrice · Niedermaier · Niewiadoma · Paladin · Skalniak-Sójka · Towers
Aintila · Bäckstedt · Bauernfeind · Bradbury · Consonni · Cromwell · Czapla · van der Duin · Dygert · Klöser · Kolesava · Martins · Niedermaier · Niewiadoma · Paladin · Skalniak-Sójka · Towers · Uttrup Ludwig